# محمد إسماعيل البرديسي
محمد إسماعيل البرديسي، هو مفتى الديار المصرية الأسبق، ولد في برديس، وعائلته عائلة مشهورة بالعلم وحفظ القرآن، عين في البداية موظفًا قضائيًّا، ثم عين قاضيًا، ثم مفتشًا بالقضاء الشرعي، وبعد ذلك اختير نائبًا لمحكمة مصر الشرعية العليا، وعين في 17 شوال سنة 1338 هـ الموافق 4 من يوليو سنة 1920 مفتيًا للديار المصرية، وتوفي في 2 يناير سنة 1921م.

## طالع أيضًا
- مصر.
- الإسلام.
- الإسلام في مصر.
- قائمة مفتي الديار المصرية.